# Carl Wieman
Carl Edwin Wieman (Corvallis (Oregon), 22 maart 1951) is een Amerikaans natuurkundige die in 2001 de Nobelprijs voor de Natuurkunde kreeg met Eric Allin Cornell en Wolfgang Ketterle "Voor het bereiken van bose-einsteincondensatie in verdunde gassen van alkaliatomen en voor vroeg fundamenteel onderzoek naar de eigenschappen van de condensaten."

## Biografie
Wieman is het vierde van vijf kinderen van Alison en N.Orr Wieman. Hij genoot zijn opleiding aan de Corvallis High School en het Massachusetts Institute of Technology (MIT), die hij in 1973 afsloot met een bachelorgraad in de natuurkunde. Aansluitend ging hij naar de Stanford-universiteit waar hij in 1977 zijn Ph.D. verkreeg.
Wieman was docent natuurkunde aan de Universiteit van Michigan (van 1979 tot 1984) en aan de Universiteit van Colorado (van 1984 tot 1987). In 1987 werd hij er benoemd tot hoogleraar. Sinds 2007 was hij hoogleraar aan de Universiteit van Brits-Columbia. In september 2010 werd hij door President Barack Obama benoemd tot Associate Director for Science van het White House Office of Science and Technology Policy.
In juni 1995 slaagden Wieman, samen met zijn postdoc-student Eric Cornell, er als eersten in om een bose-einsteincondensaat van 2000 rubidium-87 atomen tot stand te brengen, bij een temperatuur van 170 nanokelvin (1,7×10−7 K). Er werd gekozen voor het alkalimetaal rubidium omdat die vanwege het sterke magnetisch moment van het ongepaarde elektron zich beter leent voor magnetische opsluiting.
Voor bovengenoemde prestatie verkreeg Wieman verscheidene prestigieuze onderscheidingen, waaronder de Lorentzmedaille (1998) van het Koninklijke Nederlandse Akademie van Wetenschappen, de Benjamin Franklin Medal (1999) van het Franklin Institute (beide met Cornell) en ten slotte in 2001 de Nobelprijs voor de Natuurkunde. In 2007 werd hij onderscheiden met de Oersted-medaille.